# Boulodrome

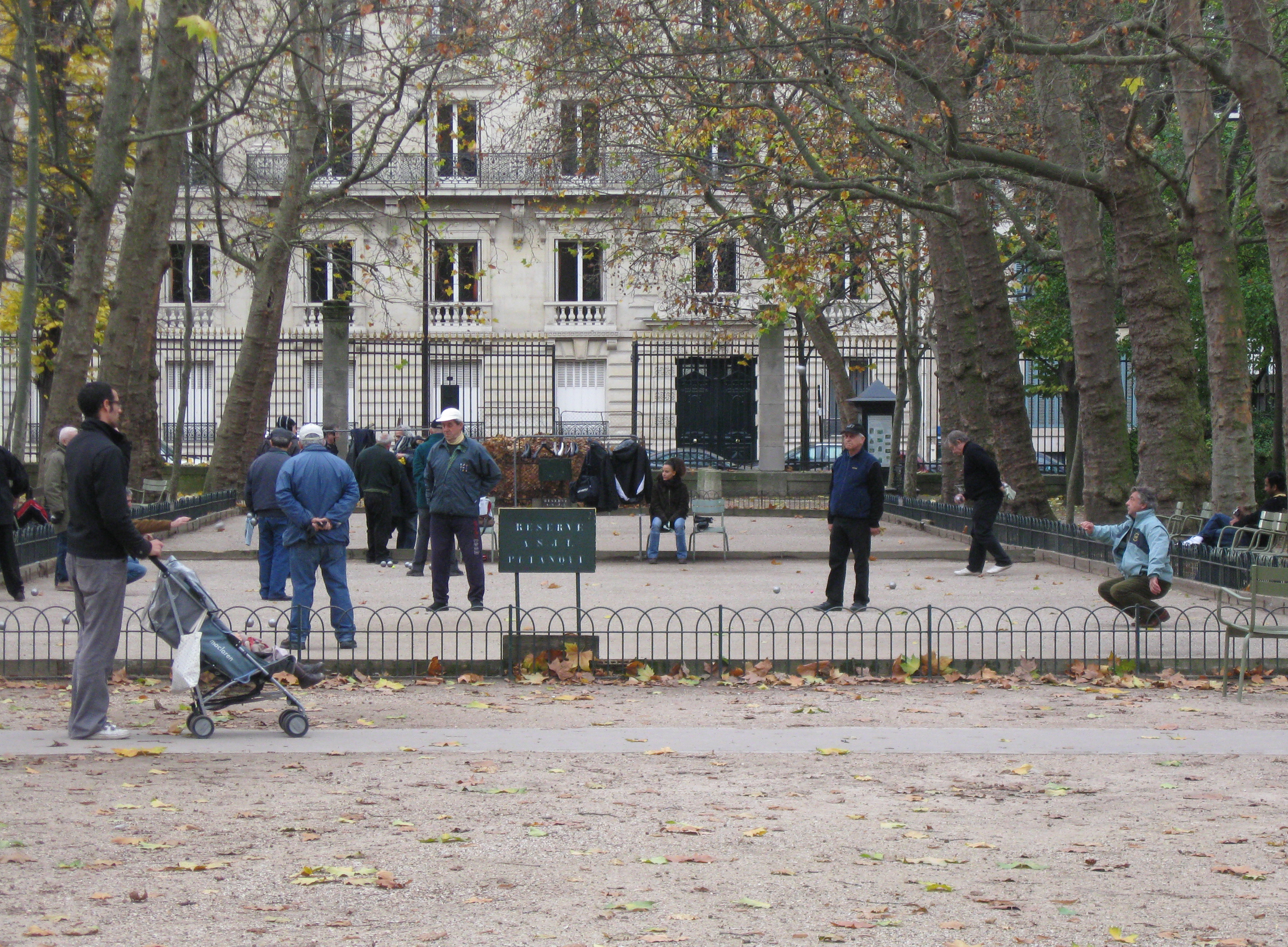
Boulodrome du jardin du Luxembourg, à Paris.

Un boulodrome est un terrain ou une salle de sports aménagé pour l'entraînement et les compétitions de la pratique des jeux de boules et de quilles (pétanque, boule lyonnaise, boule bretonne, jeu provençal, etc.)
Pour la pétanque les dimensions d'un boulodrome doivent être des multiples de 15,00 m — longueur — et 4,00 m — largeur — (ex : 60,00 m/20,00 m) ; à cela s'ajoute 1,00 m entre deux terrains en long et en large soit 65,00 m en long (3,00 m entre les quatre terrains et 2,00 m aux bords) et 26,00 m en large. La hauteur du boulodrome devra être au minimum supérieure à 5,00 m.